# Condac, Charente

Condac este o comună în departamentul Charente, Franța. În 2009 avea o populație de 470 de locuitori.